# تساو (رود)
تساو (به ارمنی: Ծավ) رودی است در کشورهای ارمنستان و جمهوری آرتساخ که در استان سیونیک جریان دارد  به رود ارس می‌ریزد. طول آن ۴۰ کیلومتر (۲۵ مایل) و مساحت حوضه آبخیز (دبی) آن ۳۵۶ کیلومتر مربع می‌باشد.